# The Way of a Man

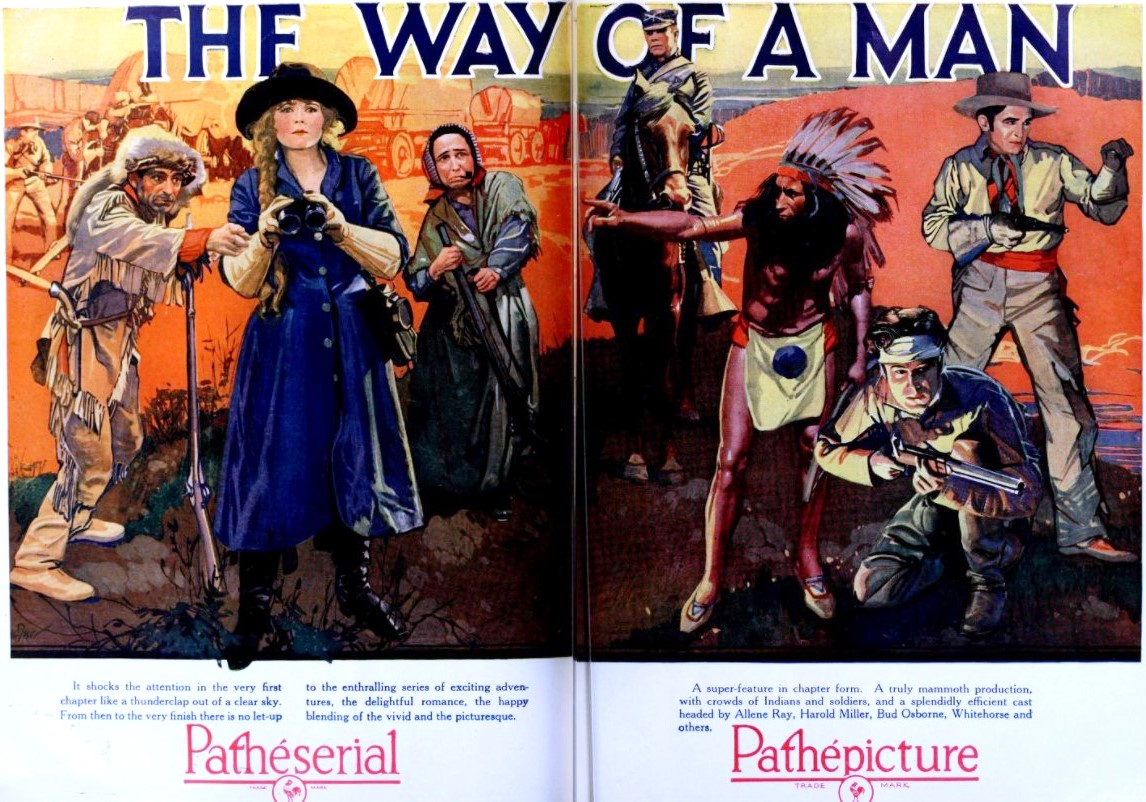
Réclame pour le film en couverture du magazine Film Daily

The Way of a Man est un serial américain en 10 épisodes réalisé par George B. Seitz et sorti en 1924. Il s'agit d'un Western de Série B, sorti par la suite sous forme d'un film de 9 bobines. Il est considéré comme perdu.

## Liste des épisodes

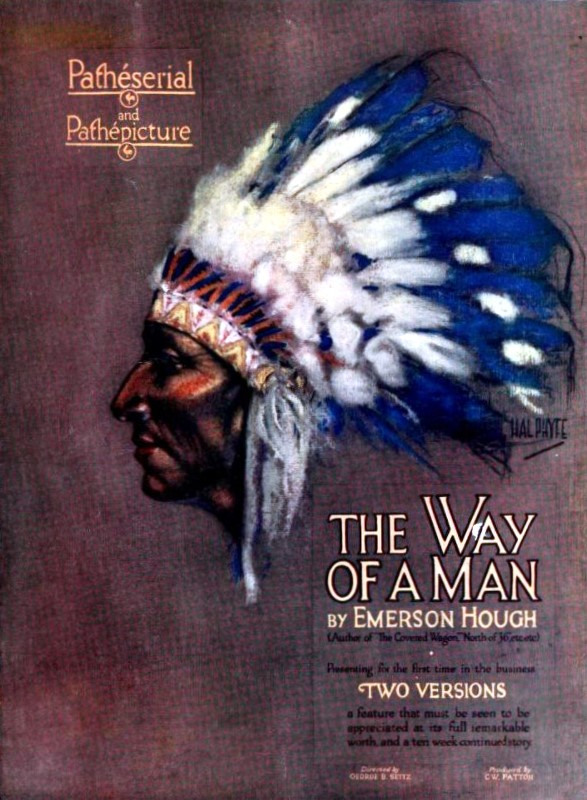
Réclame pour le film en décembre 1923

1. Into the Unknown
2. Redskin and White
3. In the Toils of the Torrent
4. Lost in the Wilds
5. White Medicine
6. The Firing Squad
7. Gold! Gold!
8. The Fugitive
9. California
10. Trail's End

## Fiche technique
- Réalisation : George B. Seitz
- Scénario : Emerson Hough (en)
- Producteur :  C. W. Patton
- Distributeur : Pathé Exchange
- Durée : 10 épisodes
- Date de sortie : 20 janvier 1924

## Distribution
- Allene Ray : Ellen Meriwether
- Harold Miller : John Cowles
- Bud Osborne : Gordon Orme
- Lillian Gale : Mandy McGovern
- White Horse : Auberry
- Kathryn Appleton : Grace Sheraton
- Chet Ryan
- Lillian Adrian
- Florence Lee